# Riss
Laurent Sourisseau, también conocido con el seudónimo de Riss,  es un caricaturista y autor de cómics, de nacionalidad francesa, y nacido el 20 de septiembre de 1966 en Melun, una comuna situada en el departamento de Sena y Marne, en Francia.

## Biografía
Laurent Sourisseau nació en Melun, momento en que su padre era empleado de pompas fúnebres y su madre se desempeñaba como ama de casa. Luego de pasar una licencia en derecho en la facultad, Riss decidió incursionar en el dibujo de prensa. Tomó un trabajo provisorio en la SNCF para asegurar su subsistencia, y fue a París donde a nadie conocía, pero se decidió y presentó sus dibujos en La Grosse Bertha, un periódico satírico de reciente lanzamiento. Y allí conoció a Philippe Val, Charb, Luz, Cabu, y Georges Wolinski.
En 1992, participó en la reaparición de Charlie Hebdo, en donde colabora y trabaja desde esa fecha. En mayo de 2009, pasó a cumplir las funciones de directeur de la rédaction en dicho semanario satírico.
Fue herido en el lado derecho de la espalda el 7 de enero de 2015, cuando se produjo la balacera terrorista en la sede de la redacción de Charlie Hebdo. A partir de esa fecha, sustituyó a Charb como directeur de publication de Charlie Hebdo.

## Publicaciones
- Les Grands Procès par Charlie Hebdo: Le procès Papon, guion colectivo, ediciones Charlie Hebdo / Rotative, 1998.[7]

- Mémé femme pratique, Le Cherche Midi éditeur, 1999, ISBN 2862746436, EAN 978-2862746432.[8]

- Le Tour de France du crime, Charlie Hebdo hors série n° 11, 2000.[9]

- La Face kärchée de Sarkozy, Riss con Richard Malka (investigación) y Philippe Cohen (guion), ediciones Fayard, París: 2006, ISBN 2-7493-0309-5.[10]

- Sarko 1.er: La Face kärchée de Sarkozy, la suite'', Riss con Richard Malka y Philippe Cohen, 2007, ISBN 978-2-7493-0400-7.[11]

- Présidentielle 2007: Carnet de campagne de Charlie Hebdo, Riss con Anne-Sophie Mercier, édiciones Jean-Claude Gawsewitch, 2007, ISBN 978-2350130996.[12]

- J'aime pas l'école, Hoëbeke, 2007, ISBN 978-2842302931.[13]

- Le Rêve américain expliqué aux mécréants, ediciones Albin Michel, 2007, ISBN 978-2226177308.[14]

- Rien à branler, suplemento con el n° 828 de Charlie Hebdo, 30 de abril de 2008.[15]

- Carla et Carlito ou la Vie de château, Riss con Richard Malka y Philippe Cohen, editor 12 bis-Fayard, 2008, ISBN 978-2-35648-034-7.[16]

- Ma première croisade, Georgie Bush s'en va t-en guerre, ediciones Les Échappés, 2008, ISBN 978-2357660007.[17]

- Obama, what else?, Riss con Jean-Luc Hees, ediciones Les Échappés, 2009, ISBN 978-2357660083.[18]

- Hitler dans mon salon: Photos privées d’Allemagne 1933 à 1945, ediciones Les Échappés, 2009, ISBN 978-2357660144.[19]

Participación en obras colectivas
- Mozart qu'on assassine, Albin Michel, 2006, Riss con Charb, Catherine Meurisse, Luz, Tignous, y Jul

- Le Cahier de vacances de Charlie Hebdo, ediciones Les Échappés, 2009, Riss con Catherine Meurisse, Charb, y Luz.

- Liberté - Égalité - Fraternité, recueils de dessins de presse

- Les Brèves de Charlie Hebdo, ediciones Les Échappés, 2008.

- C'est la faute à la société, colectivo, ediciones 12 bis, 2008.